# Pavel Bazjov

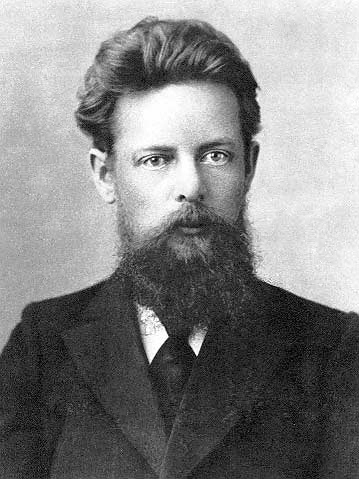
Pavel Bazjov

Pavel Petrovitsj Bazjov (Russisch: Павел Петрович Бажов) (Sysert (stad), 27 januari 1879 - Moskou, 3 december 1950) was een bekende Russische schrijver. Hij schreef sprookjes als "Het malachieten kistje". De voormalige Russische premier Jegor Gaidar was zijn kleinzoon.

## Leven
Hij werd geboren in een familie van mijnbouwers bij de Sysertfabriek bij Jekaterinenburg. Nadat hij zijn school had afgemaakt kwam hij in 1899 bij de seminarie van Perm. Hij wilde naar de universiteit van Tomsk, maar werd daar niet toegelaten omdat hij bekendstond als "politiek onbetrouwbaar" vanwege zijn deelname aan activiteiten tegen het bestuur van het seminarie. Hij werkte daarom als leraar Russische taal en literatuur in Jekaterinenburg en Kamysjlov. Hij trouwde met een studente van zijn universiteit en kreeg 7 kinderen.
In de Russische Burgeroorlog koos hij in 1918 de kant van de bolsjewieken en vocht mee aan het front in de Oeral. Hij werd eerst journalist en toen redacteur. Hij schreef boeken over de geschiedenis van het Oeralgebied en verzamelde folkloristische documenten. In 1924 schreef hij zijn eerste boek over deze documenten genaamd "Hoe het was in de Oeral" (Russisch: Уральские были). In 1936 werd zijn eerste Oeralverhaal gepubliceerd genaamd "Meisje van Azov" (Девка Азовка). In 1939 kwam zijn belangrijkste werk "Malachietkist" uit, dat later werd aangevuld met meer verhalen. In 1943 kreeg hij voor dit werk de "Stalinonderscheiding 2e klasse" en in 1946 werd hij verkozen tot afgevaardigde van de Opperste Sovjet.
Op 3 december 1950 stierf hij in Moskou en werd begraven in Sverdlovsk, zoals Jekaterinenburg toen heette.